# Бельтрами, Джованни (1860)
Джованни Бельтрами (итал. Giovanni Beltrami; 26 февраля 1860, Милан — 1 февраля 1926, Милан) — итальянский художник по стеклу.
Обучался живописи в миланской Академии Брера и уже тогда проявил интерес к работе со стеклом.
В 1900 году основал в Милане фирму «Дж. Бельтрами и компания», которая занялась изготовлением художественного стекла. Сотрудниками в мануфактуре были соученики Бельтрами: художник Джованни Буффа, техники Гуидо Дзуккаро и Инноченти Кантинотти.
Фирма быстро стала в Италии ведущей в своей области, с успехом выставлялась на Туринской выставке 1902 года, а также на Венецианском биеннале в 1903 и 1905 гг., но после смерти Джованни постепенно пришла в упадок.